# Algarve-Rundfahrt 2011
Die 37. Algarve-Rundfahrt (offiziell: Volta ao Algarve) war ein Rad-Etappenrennen in Portugal, das vom 16. bis zum 20. Februar 2011 stattfand. Es wurde in fünf Etappen über eine Gesamtdistanz von 707,7 Kilometern ausgetragen. Das Rennen war Teil der UCI Europe Tour 2011 und dort in die Kategorie 2.1 eingestuft.
Den Gesamtsieg errang der Deutsche Tony Martin vom Team HTC-Highroad vor seinem Teamkollegen Tejay van Garderen. Dritter wurde der Niederländer Lieuwe Westra (Vacansoleil-DCM).

## Teilnehmer
Zwölf der 18 ProTeams standen ebenso am Start wie fünf Professional Continental Teams. Das Feld der 21 Mannschaften wurde komplettiert von den vier portugiesischen Continental Teams. Elf deutsche und drei Schweizer Profis nahmen teil.
| UCI ProTeams Ag2r La Mondiale Pro Team Astana Quickstep Cycling Team                                                     | HTC-Highroad Team RadioShack Leopard Trek | Omega Pharma-Lotto Rabobank Cycling Team Vacansoleil-DCM | Sky ProCycling Saxo Bank SunGard Team Garmin-Cervélo |
| UCI Professional Continental Teams Topsport Vlaanderen-Mercator UnitedHealthcare Pro Cycling Cofidis, le Crédit en Ligne | Caja Rural CCC Polsat-Polkowice           |                                                          |                                                      |
| UCI Continental Teams Barbot-Efapel Tavira-Prio LA-Antarte                                                               | Onda                                      |                                                          |                                                      |

## Etappen und Rennverlauf
Die erste Etappe, die am Algarve-Stadion in Faro gestartet wurde, enthielt nur einige kurze Anstiege. Dennoch kam es nicht zum erwarteten Massensprint, stattdessen setzte sich auf dem letzten Kilometer der Belgier Philippe Gilbert von Omega Pharma-Lotto ab und feierte einen knappen Solosieg. Auch der zweite Abschnitt verlief vor allem gegen Ende flach, im Massensprint feierte der Deutsche Neuprofi John Degenkolb (HTC-Highroad) seinen ersten Profisieg. Die dritte Etappe endete an einem kurzen, aber steilen Anstieg von knapp drei Kilometern Länge. Gilbert verlor über eine Minute und musste die Gesamtführung an Tagessieger Steve Cummings (Sky ProCycling) abgeben, der eine fünfköpfige Spitzengruppe ins Ziel führte. Große Abstände zwischen den einzelnen Gruppen kamen allerdings noch nicht zustande.
Nur mit wenigen Anstiegen wartete der folgende Tage auf. Erneut trug ein Deutscher im Massensprint den Sieg davon, diesmal war es André Greipel, Gilberts Teamkollege. Die Entscheidung um den Gesamtsieg fiel im abschließenden kurzen Zeitfahren: Tagessieger Tony Martin eroberte auch das Gelbe Trikot.
| Etappe | Tag         | Start – Ziel                | Typ            | km    | Etappensieger    | Gesamtwertung    |
| ------ | ----------- | --------------------------- | -------------- | ----- | ---------------- | ---------------- |
| 1.     | 16. Februar | Estádio Algarve > Albufeira | Flachetappe    | 157,5 | Philippe Gilbert | Philippe Gilbert |
| 2.     | 17. Februar | Lagoa > Lagos               | Flachetappe    | 139   | John Degenkolb   | Philippe Gilbert |
| 3.     | 18. Februar | Tavira > Malhão             | Hügeletappe    | 179,2 | Steve Cummings   | Steve Cummings   |
| 4.     | 19. Februar | Albufeira > Tavira          | Flachetappe    | 167,3 | André Greipel    | Steve Cummings   |
| 5.     | 20. Februar | Lagoa – Portimão            | Zeitfahretappe | 17,2  | Tony Martin      | Tony Martin      |